# Gli uomini della preistoria
Gli uomini della preistoria (Walking with Cavemen) è una serie di documentari del 2003 divisa in quattro episodi, prodotta dalla BBC. Come nelle precedenti serie di Walking with..., Gli uomini della preistoria è prodotto nello stile di un documentario sulla natura, dove un presentatore, in questo caso il professor Robert Winston,  è intento a viaggiare nel tempo per illustrare al pubblico i nostri antenati e le creature preistoriche che hanno convissuto con essi. Ogni episodio tratta un gruppo particolare di ominini, incentrandosi sulla sua vita quotidiana (ricerca del cibo, protezione del territorio, cura per i malati e i feriti). In Italia è stata trasmessa per la prima volta nel 2003, su Rete 4, all'interno del programma ''La macchina del Tempo'' e anche in ''Solaris, il mondo a 360 gradi''. Successivamente è stato rilasciato in VHS da  "TV Sorrisi e Canzoni" come collezione, aggiungendo, ai quattro episodi già presenti, due speciali: "Oetzi, l'uomo della preistoria" e "I giganti della preistoria".

## Produzione
Il documentario non è stato prodotto dallo stesso team della serie Walking with... ma da un team completamente diverso. Gli uomini della preistoria è tecnicamente uno spin-off della serie originale.
La maggior parte degli animali raffigurati sono stati attraverso tecniche di elaborazione al computer oppure con animatronics, mentre gli antenati umani sono stati interpretati da attori che indossano trucco ed alcune protesi, dando loro un aspetto più realistico. A differenza delle serie precedenti, in questa serie è presente un presentatore, Robert Winston.

## Episodi

### I primi antenati
- 3,5 milioni di anni fa - Pliocene - (Etiopia)
- Set delle riprese: Sudafrica

Nel primo episodio inizierà il lungo viaggio indietro nel tempo alla scoperta delle nostre origini con lo scienziato Robert Winston. Nella prima tappa di questo affascinante viaggio egli tornerà indietro nel tempo di tre milioni e mezzo di anni, alla scoperta degli Australopithecus afarensis. Un gruppo molto affiatato di queste creature, del quale fa parte la celebre Lucy e il suo piccolo, vive in grande armonia e pace sotto la protezione di un forte maschio. Ma durante una sosta sulla riva di un fiume spunta un coccodrillo che afferra il leader e lo trascina via con sé. D'improvviso gruppo piomba nel panico, anche a causa di una cruda disputa fra due maschi per il predominio. Quando poi un gruppo rivale invaderà il territorio di Lucy la battaglia che ne seguirà sarà violenta ed estrema dalle conseguenze devastanti, e, purtroppo, la stessa Lucy troverà la morte durante lo scontro. Il suo piccolo verrà adottato dalla figlia di Lucy.  Durante l'episodio verrà anche detto cosa spinse i nostri antichi progenitori ad abbandonare la sicurezza degli alberi e come essi hanno acquisito la posizione eretta, proprio come Lucy.
Creature presenti:
Ancylotherium · Deinotherium · Aquila verreauxii · Crocodylus thorbjarnarsoni · Diamante mandarino · Australopithecus afarensis · Basilosauro

### Fratelli di sangue
- 2 milioni di anni fa - Pleistocene - (Tanzania)

Nel secondo episodio Robert Winston tornerà indietro nel tempo di due milioni e mezzo di anni, alla scoperta delle varie specie di ominini vissute in quel periodo. I primi saranno i Paranthropus boisei, creature delicate che vivono in strutture sociali molto rigide e sono comandati da un maschio dominante. Proprio in questa situazione, la femmina dominante verrà rimpiazzata da un esemplare più giovane, creando così svariati conflitti interni.  I secondi saranno invece gli Homo habilis, adattati a cercare cibo come accaniti spazzini. Durante la siccità, la ricerca di cibo porterà un gruppo di habilis a nutrirsi di carogne, attirando l'attenzione di una terza specie rivale, gli Homo rudolfensis. Dopo un primo scontro in iniziale, gli habilis scacceranno gli invasori, ma purtroppo il maschio alfa verrà divorato da un leone. Nonostante ciò, il branco riuscirà comunque a riprendersi, grazie alla loro capacità di costruire primitivi utensili. E proprio questa specie sarà destinata a sopravvivere grazie a questa abilità e alla loro adattabilità, caratteristica di cui i boisei mancano. La mancanza di questa caratteristica porterà i boisei a estinguersi. Ciò che rimarrà di questi antichi ''rivali'' saranno solo i fossili, giunti fino a noi.
Creature presenti:
Homo habilis · Australopithecus boisei · Homo rudolfensis · Dinofelis · Deinotherium · Ancylotherium· Leone

### Nasce la famiglia
- 1,5 milioni di anni fa e 500,000 anni fa - Pleistocene - (Kenya, Cina)
- Set delle riprese: Deserto del Kalahari

Nel terzo episodio Robert Winston tornerà indietro nel tempo di un milione e mezzo di anni, alla scoperta degli Homo ergaster. Qui una famiglia, alla ricerca di cibo, giungerà ai pressi di una salina,  dove tenterà di uccidere uno Gnu moribondo, senza successo. Dopo aver percorso svariati chilometri, riescono a scovare un altro esemplare e lo abbattono. Vittoriosi tornano al campo, e portano i pezzi di carne rimanenti ai propri compagni. Qui, si nota che viene portato cibo ad una femmina incinta e il maschio più giovane tenta di approcciarsi ad una femmina, ma viene aggredito da un individuo, precedentemente scacciato dal gruppo, ma il maschio dominante riesce però ad allontanarlo. In seguito si scopre che, grazie alla loro capacità di vivere in gruppi ben organizzati, gli ergaster sono riusciti a migrare verso l'Asia, evolvendosi negli Homo erectus. Seguiremo per breve tempo un gruppo di cacciatori alla ricerca di cibo. Mentre vagano per le foreste di bambù, si imbatteranno in un Gigantopithecus, che li metterà in fuga. Dopo di che, viene fatto un balzo in avanti di un milione di anni, dove si scoprirà che, nonostante tali creature siano riuscite a popolare un secondo continente,  il loro livello intellettivo è rimasto comunque molto simile a quello dei loro progenitori. Ma è proprio in questa epoca che i nostri antenati impareranno a manipolare il fuoco, rendendo più facile la nutrizione e la difesa.
Creature presenti:
Homo ergaster · Homo erectus · Gigantopithecus · Formiche · Gnu · Elefante africano · Babbuino · Rondini · Tarantola · Giraffa

### Noi, i sopravvissuti
- 400,000 anni fa e 30,000 anni fa - Pleistocene - (Inghilterra, Africa)
- Set delle riprese: Islanda

Nel quarto ed ultimo episodio Robert Winston tornerà indietro di mezzo milione di anni, alla scoperta degli Homo heidelbergensis. Forti e robusti, sono fieri cacciatori. Viene mostrato un trio di maschi a caccia nelle pianure inglesi, riuscendo a braccare un grosso cervo Megacero. L'enorme erbivoro viene ucciso con successo, purtroppo però uno dei tre né uscirà gravemente ferito al cranio. Dopo una lunga agonia e i tentativi dei compagni di salvarlo, l'individuo morirà, ma nonostante la disperazione iniziale dei compagni, lasciano comunque il cadavere incustodito nella foresta, senza alcuna cerimonia funebre. Questa specie non possiede infatti l'immaginazione, e perciò non può idealizzare un mondo dopo la morte. In seguito viene fatto un piccolo salto in avanti, sino ad arrivare a 150.000 anni fa, alla scoperta delle due specie discendenti degli heidelbergensis. I primi saranno gli Homo neanderthalensis, o più semplicemente neanderthal, dominatori delle distese ghiacciate del Nord Europa. Seguiremo le vicende di un gruppo familiare alla disperata ricerca di viveri, sia per l'imminente parto della compagna del capo e sia per l'arrivo incombente del rigido inverno.  Tre maschi perciò si avventureranno come ultima speranza di sopravvivenza. Dopo alcuni giorni non riescono a trovare nulla, ma all' improvviso scovano una mandria di Mammut lanosi e, nonostante iniziali difficoltà, riescono ad abbattere un esemplare. La seconda specie saranno i primi Homo sapiens, abitatori dell'Africa. Essi sono in netta difficoltà rispetto ai cugini del nord. Loro infatti soccombono sotto la catastrofica siccità che sta distruggendo il continente. Poco tempo dopo, le condizioni ambientali migliorano e permettono ai sapiens di migrare verso l'Europa e l'Asia, dove incontreranno i loro parenti neanderthal. Ma è solo una questione di millenni, e, dopo poco, solo i sapiens, riusciranno a sopravvivere, diventando i dominatori del pianeta, grazie anche alla loro immaginazione. Winston alla fine della puntata dice che se crescesse un neonato sapiens di quell'epoca, ovvero 30.000 anni fa, avrebbe la stessa intelligenza di un uomo nato nella nostra epoca. Così si conclude il lungo viaggio indietro nel tempo, alla scoperta di cosa ci rende umani e di come creature primitive simili a scimmie abbiano dato origine a noi.
Creature presenti:
Homo heidelbergensis · Neanderthal · Homo sapiens idaltu · Homo sapiens · Megaloceros · Mammut lanoso